# Microrégion de Nhandeara
La microrégion de Nhandeara est l'une des huit microrégions qui subdivisent la mésorégion de São José do Rio Preto de l'État de São Paulo au Brésil.
Elle comporte 9 municipalités qui regroupaient 60 439 habitants en 2006 pour une superficie totale de 2 026 km².

## Municipalités[1]
- Macaubal
- Monções
- Monte Aprazível
- Neves Paulista
- Nhandeara
- Nipoã
- Poloni
- Sebastianópolis do Sul
- União Paulista